# Raimon Panikkar i Alemany
Raimon Panikkar i Alemany   (Barcelona, 2 de novembre de 1918 - Tavertet, 26 d'agost de 2010) fou un filòsof i teòleg català. Era germà de Salvador Paniker. Desenvolupà una filosofia interreligiosa i intercultural, amb una nova obertura respectuosa al diàleg amb les tradicions no occidentals. La seva filosofia té com a objectiu transformar la civilització determinada per un sistema occidental imposat com una única alternativa.

## Biografia

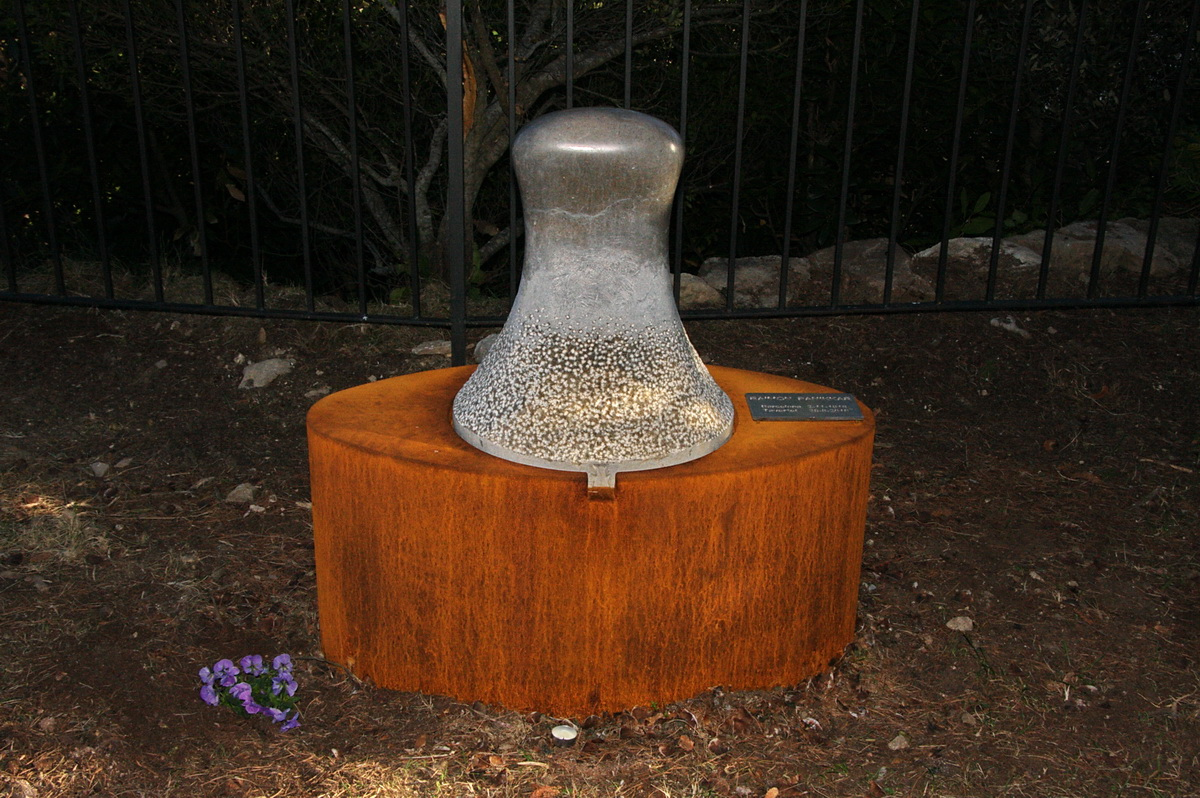
Sepultura de Raimon Panikkar al cementiri de Tavertet

Raimon Panikkar va néixer a Barcelona el 2 de novembre de 1918, fill de mare catalana i pare hindú, que va arribar el 1916 com a representant d'una empresa alemanya. És germà del també filòsof i escriptor Salvador Pàniker i Alemany i de l'empresària i activista social Mercè Pàniker i Alemany. Estudià Batxillerat al col·legi dels jesuïtes de Sarrià. El 1941 es va llicenciar en ciències químiques per la Universitat de Barcelona i esquivà la guerra civil espanyola a causa de la seva condició de ser fill d'estranger. Se'n va anar a Alemanya, on va continuar els estudis de ciències a la Universitat de Bonn. El 1942 va obtenir la llicenciatura en Lletres, que combinava amb la de ciències, per la Universitat de Madrid. A la mateixa universitat es va doctorar en Lletres el 1946. Va cofundar revistes com Arbor.
La II Guerra Mundial el va fer tornar a Espanya, on conegué Josepmaria Escrivà de Balaguer, fundador de l'Opus Dei, institució de la qual seria membre fins al 1966. Va ser ordenat sacerdot el 1946 a Roma i participà en les trobades anuals de filosofia que organitzava el filòsof Enrico Castelli. Del 1942 al 1957 va ser membre del Consell Superior d'Investigacions Científiques (CSIC). Del 1946 al 1950 va ser capellà del Col·legi Major de la Moncloa (Madrid). Va romandre a Europa fins al 1954, quan per primera vegada va anar a l'Índia, on començà la difusió de doctrines ecumèniques i on travà amistat amb Henri Le Saux. Allà també va ser investigador a les universitats de Mysore i Benarés.
El 1958 obté el doctorat en Química a la Universitat de Madrid i el 1961 el de Teologia a la Universitat Pontifícia Lateranense (Roma). El 1966 va ser nomenat professor a la Universitat Harvard i durant vint anys va repartir el temps entre l'Índia i els Estats Units. El 1971-1978 va ser catedràtic d'Estudis Religiosos de la Universitat de Califòrnia a Santa Barbara. També va ser professor de les universitats de Roma i Madrid.
Els seus estudis han estat enfocats a la cultura índia, la història i la filosofia de les religions. La seva vida ha estat constantment marcada per múltiples polaritats: est i oest; cristianisme, hinduisme i budisme; el món de la ciència i el domini de les lletres; l'àmbit dels estudis i de les vivències religioses i el de la perspectiva secular de les cultures. El 1984 es casa amb María González-Haba. Domiciliat a Tavertet (Osona) des d'aquell any, continuà fent la seva obra intercultural. El 1988 funda, a Tavertet, Vivarium - Centre d'Estudis Interculturals (posteriorment denominada Fundació Vivarium Raimon Panikkar). El 1989 va impartir les Gifford Lectures a Edimburg. Va ser professor convidat en nombroses universitats i institucions culturals en diversos països.
El 1997 va rebre el doctorat honoris causa per la Universitat de les Illes Balears. L'any següent va rebre el Memorial Joan XXIII per la Pau en reconeixement de la recerca personal en favor del diàleg i la construcció d'una societat més lliure i convivencial. El 1999 va rebre la Creu de Sant Jordi de la Generalitat de Catalunya. El 2008 va rebre el doctorat honoris causa per la Universitat de Girona. La seva Opera omnia (obra completa) està essent publicada en català per Fragmenta Editorial (el primer volum va sortir el 2009), així com en italià, en francès, en anglès i, des de 2015, en castellà. Panikkar traspassà a Tavertet el 26 d'agost del 2010. Des del mateix any, el fons bibliogràfic personal es conserva a la Biblioteca de la Universitat de Girona Arxivat 2015-02-04 a Wayback Machine. i s'ha obert al públic el 2015.

## Estudis
Ha sigut un destacat intel·lectual i comptava amb el següent currículum: 
- Llicenciatura en Ciències Químiques per la Universitat de Barcelona i en Filosofia per la Universitat de Madrid, on el 1946 va obtenir el seu grau de doctor en Filosofia, amb la tesi: El concepto de Naturaleza. Análisis histórico y metafísico de un concepto.
- El 1958 va obtenir el doctorat en Química per la Universitat de Madrid, amb la tesi titulada: Ontonomía de la ciencia: sobre el sentido de la ciencia y sus relaciones con la Filosofía, que fou publicada el 1961.
- Finalment, la seva tesi doctoral en teologia va ser defensada a la Universitat Pontifícia Lateranense el 1961, amb el títol: The unknown Christ of Hinduism.

## Pensament
El seu pensament és un punt de trobada entre Orient i Occident. A la seva obra convergeixen múltiples realitats: la realitat humana amb el seu múltiple origen hindú-cristià, la realitat acadèmica i intel·lectual interdisciplinària, però també intercultural i interreligiosa. D'aquí ve la importància que al seu pensament té el diàleg. Una de les exigències fonamentals és la coincidència en un mateix llenguatge. Té un llenguatge ric, plural i obert, on les paraules no són mers termes conceptuals, objectius i unívocs, sinó veritables símbols. Entenent al símbol com a l'expressió de la realitat, i així, la paraula (simbòlica) expressa l'arquetip mateix de la realitat simbolitzada. No és cap vocable objectiu i intemporal; sinó temporal, compromès i que expressa el seu propi significat.
Per a Panikkar la realitat és sempre més rica que qualsevol teorització o conceptualització seva. Tot concepte és una parcialització, i aquesta és inevitable a l'evolució dels múltiples universos culturals.

### Filosofia i teologia
La filosofia no és només "l'amor a la saviesa", sinó també "la saviesa de l'amor". Al seu pensament no hi ha cap contraposició entre filosofia i teologia, sinó que per contra cal superar aquesta possibilitat, perquè per a ell, pensament i religió estan íntimament units. Dintre de les diverses experiències de les diferents religions, el que es pretén, és que cada part té l'exigència d'ajudar a descobrir el tot, és a dir a la salvació, l'alliberament, etc. No es tracta que tothom sigui cristià o hindú, o de qualsevol altra religió, sinó de buscar un diàleg obert que ens vagi duent a una fecundació mútua: l'un aprèn de l'altre.

### Pluralisme
El problema del pluralisme sorgeix quan hi ha una incompatibilitat de visions del món molt diverses i alhora es veuen forçades a coexistir i a vetllar per la mútua supervivència. Aquest pluralisme comença amb el reconeixement de l'altre; això implica la pròpia identitat. L'ésser humà és un ésser de relació; per tant l'autèntic pluralisme es manifesta quan és descobert l'altre. És a dir l'altre, com a font de comprensió i no només com a terme d'intel·ligibilitat. El pluralisme no pot ser resolt pel manteniment d'una postura unitària. Cada grup humà té el seu propi sistema de coherència, uniformitat i harmonia. El pluralisme no significa que reconeixem moltes maneres (pluralitat) sinó que detectem moltes formes, que no podem reconèixer com les úniques maneres d'obtenir un objectiu.

### Diàleg
És important considerar que hi ha o pot haver més entitats a més d'aquelles que tractem. El "jo" no és el centre. És per això que tota societat ha d'estar oberta i no tancar-se a la seva pròpia autointerpretació. S'ha de ser capaç d'acceptar un punt transcendent incomprensible, per a així poder superar l'esquema hegemònic del "jo" com el posseïdor d'una raó unitària. Quan es presenta el conflicte pluralista la manera de solucionar-lo no és que alguna de les parts tracti de convèncer a l'altra, sinó mitjançant el diàleg, és a dir que l'altre no és només un, mer objecte del meu coneixement, sinó un altre per ell mateix, que és una font de comprensió i no necessàriament comprensió reduïble a la meva. És tractar de trobar un valor superior, que les dues parts reconeguin i que cap no controli. Per això l'actitud pluralista no assumeix, per endavant, situacions no negociables. Cada cas implica una nova creació. No es pot oblidar que l'altre pot veure les coses sota perspectives diferents i, per tant, necessita tractar-lo de manera diferent.

### Filosofia comparativa
El terme comparar s'entén com aquella activitat de la ment humana que pren una postura neutral pel que fa a les coses comparables. Tota filosofia es considera una filosofia comparativa quan aquesta es compara ella mateixa amb unes altres visions filosòfiques. És l'estudi filosòfic d'un o alguns problemes a la llum de més d'una tradició. És una mena d'anàlisi formalitzada dels models comuns presents als sistemes filosòfics.
Per a comparar les filosofies en cal una comprensió; és a dir, cal una activitat hermenèutica pròpia. Aquesta hermenèutica és un mètode d'interpretació per a superar la comprensió no només de la distància entre una cultura singular, sinó també per a l'entesa entre dues cultures, que s'han desenvolupat independentment, considerant els seus propis mètodes de filosofar i les seves maneres d'arribar a la intel·ligibilitat, a més de les seves pròpies categories.

## Llegat
Per mantenir viu el pensament de Panikkar hi ha diverses iniciatives. La cura del llegat de Panikkar correspon a la Fundació Vivarium Raimon Panikkar, creada per ell, amb seu a Tavertet. Des de 2007 ja hi ha un Seminari Raimon Panikkar de Pensament Intercultural a la Universitat de Girona. El novembre de 2011 van celebrar-se les I Jornades Raimon Panikkar a la Universitat de Barcelona. Entre 2013 i 2014 van celebrar-se uns "Diàlegs panikkarians" al palau Robert de Barcelona per parlar dels volums publicats fins aleshores de la seva Opera omnia. El maig de 2015 va celebrar-se el Simposi internacional Raimon Panikkar: Intercultural and Interreligious Dialogue a Tavertet i Girona, amb la participació de destacats experts. També el 2015 se n'ha publicat una biografia en català i en castellà.
El 29 d'agost del 2017 el Govern de la Generalitat de Catalunya va acordar incloure, entre les commemoracions oficials del 2018, la celebració del centenari del naixement de Raimon Panikkar.

### Fons Raimon Panikkar
El 28 d'abril de 2008, en el transcurs de l'acte d'investidura de Raimon Panikkar com a doctor honoris causa de la Universitat de Girona, es va fer pública la seva voluntat de llegar a la Biblioteca de la Universitat de Girona la seva biblioteca personal. El 2010, després de la mort de Panikkar, el seu fons va arribar a la Universitat de Girona. El 2011 va començar la tasca de catalogació, i al 2015 el fons va ser presentat en el marc del Simposi Internacional de la Càtedra Ferrater Mora de Pensament Contemporani “Raimon Panikkar Intercultural and Interreligious Dialogue”. El fons està integrat per uns 13.000 volums i es pot consultar a la Biblioteca del campus de Barri Vell de la Universitat de Girona.

## Obres en català
- La joia pasqual. Barcelona: Publicacions de l'Abadia de Montserrat, 1988. ISBN 978-84-7202-961-3
- Benaurada senzillesa: el monjo com a arquetipus universal. Barcelona: La Llar del Llibre, 1988. ISBN 978-84-7279-349-1
- La nova innocència I: llampecs blancs. Barcelona: La Llar del Llibre, 1991. ISBN 978-84-7279-469-6
- La nova innocència II: llampecs vermells. Barcelona: La Llar del Llibre, 1994. ISBN 978-84-7279-510-5
- Invitació a la saviesa. Barcelona: Proa, 1997. ISBN 978-84-8256-517-0
- La Trinitat: experiència humana primordial. Barcelona: Empúries, 1998. ISBN 978-84-7596-609-0
- La nova innocència. Barcelona: Proa, 1998. ISBN 978-84-8256-383-1
- Les icones del misteri: L'experiència de Déu. Barcelona: Edicions 62, 1998. ISBN 978-84-297-4442-2
- L'esperit de la política: homo politicus. Barcelona: Edicions 62, 1999. ISBN 978-84-297-4522-1
- Benaurada senzillesa: el monjo com a arquetipus universal. 2a ed. aumentada. Barcelona: Edicions 62, 2000. ISBN 978-84-297-4761-4
- El diàleg indispensable: pau entre les religions. Barcelona: Edicions 62, 2003. ISBN 978-84-297-5233-5
- Mort i resurrecció de la teologia. Vic: Institut Superior de Ciències Religioses, 2003. ISBN 978-84-931205-8-0
- Pau i interculturalitat: una reflexió filosòfica. Barcelona: Proa, 2004. ISBN 978-84-8437-630-9
- La fe sense objecte. Barcelona, Claret, 2005. ISBN 978-84-8297-880-2
- Entre Déu i el cosmos: una visió a-dualista de la realitat. Lleida: Pagès editors, 2006. ISBN 978-84-9779-437-4
- Iniciació als Veda. Barcelona: Fragmenta Editorial, 2008. ISBN 978-84-92416-01-1
- El matí amb Raimon Panikkar. Barcelona: Proa, 2008. ISBN 978-84-8256-652-8
- ¿Parlem del mateix Déu? (amb Pinchas Lapide). Barcelona: Fragmenta Editorial, 2018. ISBN 978-84-15518-87-7
- Panikkar per Panikkar. Antologia elaborada per l'autor. Barcelona: Fragmenta Editorial Ajuntament de Barcelona, 2018. ISBN 978-84-15518-92-1
- Ecosofia. La saviesa de la Terra. Barcelona: Fragmenta Editorial, 2021. ISBN 978-84-17796-50-1
- Opera Omnia Raimon Panikkar
  - Mística, plenitud de Vida. Barcelona: Fragmenta Editorial (Opera Omnia Raimon Panikkar, I.1), 2009. ISBN 978-84-92416-14-1
  - Mite, símbol, culte. Barcelona: Fragmenta Editorial (Opera Omnia Raimon Panikkar, IX.1), 2009. ISBN 978-84-92416-27-1
  - Pluralisme i interculturalitat. Barcelona: Fragmenta Editorial (Opera Omnia Raimon Panikkar, VI.1), 2010. ISBN 978-84-92416-34-9
  - Visió trinitària i cosmoteàndrica: Déu, home, cosmos. Barcelona: Fragmenta Editorial (Opera Omnia Raimon Panikkar, VIII), 2011. ISBN 978-84-92416-36-3
  - Religió i religions. Barcelona: Fragmenta Editorial (Opera Omnia Raimon Panikkar, II), 2011. ISBN 978-84-92416-51-6
  - El ritme de l'Ésser. Barcelona: Fragmenta Editorial (Opera Omnia Raimon Panikkar, X), 2012. ISBN 978-84-92416-62-2
  - Espiritualitat, el camí de la Vida. Barcelona: Fragmenta Editorial (Opera Omnia Raimon Panikkar, I), 2012. ISBN 978-84-92416-68-4
  - L'experiència vèdica. Barcelona: Fragmenta Editorial (Opera Omnia Raimon Panikkar, IV), 2014. ISBN 978-84-92416-82-0
  - Diàleg cultural interreligiós. Barcelona: Fragmenta Editorial (Opera Omnia Raimon Panikkar, VI.2), 2014. ISBN 978-84-15518-13-6
  - Fe, hermenèutica, paraula. Barcelona: Fragmenta Editorial (Opera Omnia Raimon Panikkar, IX.2), 2016. ISBN 978-84-15518-58-7
  - La tradició cristiana. Barcelona: Fragmenta Editorial (Opera Omnia Raimon Panikkar, III.1), 2019. ISBN 978-84-15518-84-6
  - Una cristofania. Barcelona: Fragmenta Editorial (Opera Omnia Raimon Panikkar, III.2), 2020. ISBN 978-84-17796-37-2